# Кањон Раче
Кањон Раче је усечен у средишњем току реке Раче, која извире на простору Калуђерских Бара, у северном делу планине Таре, у оквиру националног парка Тара, а улива се у Дрину код Бајине Баште.
Дубина кањона је од 330 до 350 метара. Наиласком на тријанске кречњаке река је усекла дубоки кањон, који је у средишњем делу лактасто скреће из северозападног правца ка североисточном. У средишњем делу кањон је јако узан, ширине тек неколико метара, а стране су стеновите, углачане и потпуно вертикалне. На десној кањонској страни, при изласку из кањона налази се алкално-термални крашки врело Лађевац, гравитационог типа са температуром воде 15-18°c и издашношћу 50дm³/s.